# Dixie D'Amelio
Dixie Jane D'Amelio (* 12. srpna 2001) je americká zpěvačka a influencerka, známá svými videi na TikToku. Je starší sestrou Charli D'Amelio, která se rovněž pohybuje na internetu.

## Dětství
Narodila se 12. srpna 2001 v Norwalku ve státě Connecticut. Otec Marc byl neúspěšný republikánský kandidát do Senátu a matka Heidi fotografka a bývalá modelka. Je starší sestrou TikTokerky a zpěvačky Charli D'Amelio.

## Kariéra
Její popularita narůstala v roce 2019, kdy stejně jako svá sestra začala natáčet na TikTok. Společně podepsaly smlouvu se společností United Talent Agency. Se stoupající popularitou obě sestry dostávaly větší mediální pozornost. Založily vlastní podcast a dostávaly větší spolupráce.
Dne 26. června 2020 vydala svůj první singl „Be Happy“. Spolupracovala na něm společně s blackbearem a Lil Moseyem. Následně podepsala smlouvu s nahrávací společností známého hudebního producenta L.A. Reida.
Spolupracovala se známými interprety jako jsou Wiz Khalifa, Demi Lovato nebo Ruby Rose.
Své debutové album A Letter to Me vydala 10. června 2022.

## Osobní život
V říjnu 2020 potvrdila, že je ve vztahu s influencerem Noahem Beckem. Pár se rozešel na konci roku 2022.

## Diskografie

### Studiová alba
- A Letter to Me (2022)

## Ocenění a nominace
| Rok  | Ocenění                  | Kategorie                  | Výsledek |
| ---- | ------------------------ | -------------------------- | -------- |
| 2020 | People's Choice Awards   | The Social Star of 2020    | Nominace |
| 2021 | iHeartRadio Music Awards | Social Star Award          | Nominace |
| 2021 | MTV Millennial Awards    | Global Creator             | Nominace |
| 2022 | Kids' Choice Awards      | Favorite Social Music Star | Výhra    |